# Opuntia tehuantepecana
Opuntia tehuantepecana (nopal de caballo) es una especie endémica de nopal perteneciente a la familia Cactaceae que se distribuye en Oaxaca en México. La palabra tehuantepecana es una latinización que hace referencia a la región del Istmo de Tehuantepec, zona en la que se distribuye la especie.

## Descripción
Tiene crecimiento arbustivo, de 1.5 m de alto, los tallos se ramifican desde la base, o parte media, los cladodios miden entre 18 y 28 cm de largo y 15 cm de ancho, ascendentes y romboidales, las areolas de 4 mm de largo. Los gloquidios de 3 mm de largo de color amarillo, de 1 a 4 espinas de 3 cm de largo, rectas y aplanadas amarillentas u oscuras. La flor, de 7 cm de largo de color amarillo o verde. El fruto de 5 cm de largo y 4 cm de ancho, obovoides, de color verde-amarillentos. La semilla es pequeña, de 3 mm de largo y 2 de ancho. La floración ocurre entre los meses de marzo y abril, mientras que la fructificación entre septiembre y diciembre.
No se conoce ningún uso que la población local haga de esta especie de planta.

## Distribución
Endémica de la región de Tehuantepec en Oaxaca, México.

## Hábitat
Habita bosques tropicales caducifolios espinosos, en elevaciones no mayores a 200 m s. n. m.

## Estado de conservación
No se conocen amenazas mayores para las poblaciones de la especie, sin embargo, algunas podrían estar amenazadas a causa del sobrepastoreo. No obstante, sus poblaciones son abundantes y tolerantes a cierto grado de modificación de su hábitat.